# 'Aïn el Baguess
'Aïn el Baguess är en källa i Algeriet. Den ligger i provinsen El Bayadh, i den norra delen av landet, 500 km sydväst om huvudstaden Alger. 'Aïn el Baguess ligger 1 502 meter över havet.
Terrängen runt 'Aïn el Baguess är kuperad åt sydost, men åt nordväst är den platt. 'Aïn el Baguess ligger uppe på en höjd.  Runt 'Aïn el Baguess är det mycket glesbefolkat, med 2 invånare per kvadratkilometer. Det finns inga samhällen i närheten. Trakten runt 'Aïn el Baguess är ofruktbar med lite eller ingen växtlighet.